# 广西天料木
广西天料木（学名：Homalium kwangsiense）为大风子科天料木属下的一个植物种。种加名 kwangsiense 意为“广西的”。